# Reticon

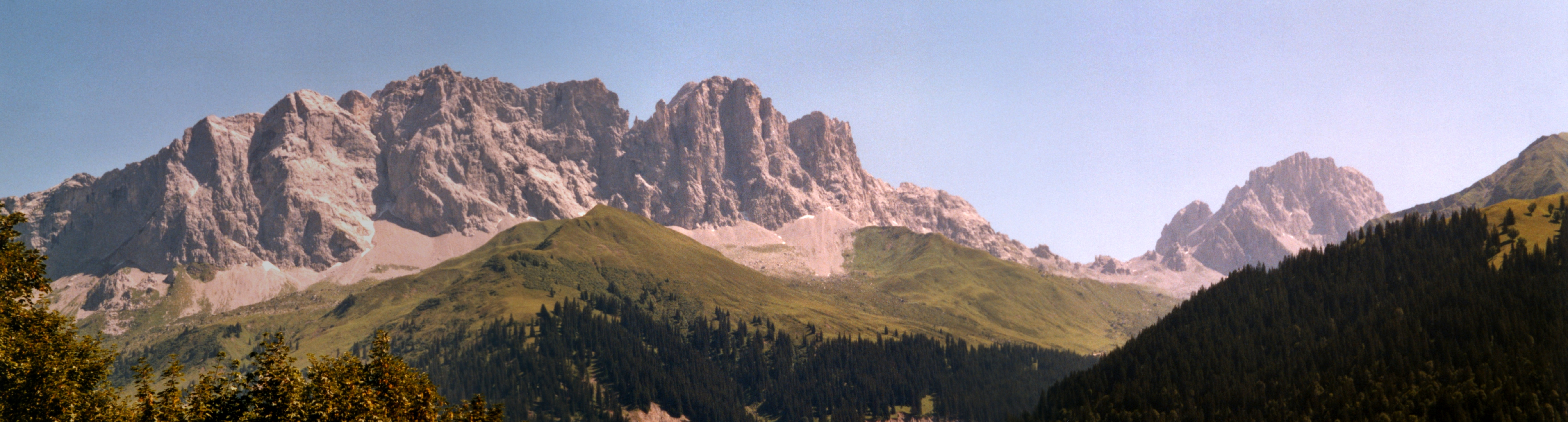
Grupa muntoasă Reticon

Reticon (germană Rätikon) este o grupă muntoasă din Alpii Orientali, care se întinde pe teritoriul Austriei (Vorarlberg), Liechtensteinului și Elveției (Graubünden). În structura petrografică a munților predomină rocile sedimentare calcaroase. Din punct de vedere geologic, Reticon aparține de Alpii Orientali.

## Masive muntoase vecine
- Munții Bregenz (Glatthorn, 2.134 m) la nord-est
- Alpii Verwall (Hoher Riffler, 3.168 m) la est
- Alpii Silvretta (Piz Linard, 3.411 m) la sud-est
- Alpii Plessur (Aroser Rothorn, 2.980 m) la sud-vest
- Alpii Glarus (Tödi, 3623 m) la vest
- Alpii Appenzeller (Säntis, 2501 m) la nord-vest

## Delimitare
La vest, Reticon este limitată de cursul Rinului și al Illului. Limita de sud se află pe Valea Prättigau (Val Partens) în Graubünden, care este și locul de vărsare al râului Landquart în Rin, și se continuă de-a lungul văilor Schlappin, Valzifenz și Gargell. Limita de nord este formată de Valea Montafon și Walgau (Vorarlberg).
Trecătoarea Schlappiner Joch (2.202 m) leagă Alpii Reticon cu Silvretta și regiunea Vorarlberg cu Graubünden. 

## Munți
| - Drei-Schwestern-Kette (Cele trei surori) - Naafkopf-Falknis-Kette (Lanțul Naafkopf-Falknis) - Galina-Gruppe (Grupa Galina) - Fundelkopf-Gruppe (Grupa Fundelkopf) - Schesaplana-Gruppe cu Zalimkamm (Grupa Schesaplan cu creasta Zalim) - Girenspitz-Sassauna-Grat (Vf. Giren cu creasta Sassauna) - Zimba-Gruppe cu Vandanser-Wand | - Kirchlispitzen-Gruppe - Golmer und Zerneuer Grat - Drusenfluh-Gruppe - Sulzfluh-Gruppe - Schafberg-Gruppe și Kreuz - Gweil-Sarotla-Kamm - Madrisa-Gruppe |

## Vârfuri
Cele mai înalte piscuri din Reticon
- Schesaplana, altitudinea de 2964 m deasupra n.m.
- Panüelerkopf, altitudinea de 2859 m deasupra n.m.
- Salaruelkopf, altitudinea de 2841 m deasupra n.m.
- Felsenkopf, altitudinea de 2833 m deasupra n.m.
- Drei Türme, Großer Turm altitudinea de 2830 m deasupra n.m.
- Drusenfluh, Vf. principal, altitudinea de 2827 m deasupra n.m.
- Madrisahorn, altitudinea de 2826 m deasupra n.m.
- Sulzfluh, Vf. principal, altitudinea de 2817 m deasupra n.m.
- Sulzfluh, Westgipfel, altitudinea de 2812 m deasupra n.m.
- Schafköpfe, altitudinea de 2806 m deasupra n.m.
- Wildberg, altitudinea de 2788 m deasupra n.m.
- Zimba, altitudinea de 2643 m deasupra n.m.
- Weißplatte, altitudinea de 2630 m deasupra n.m.
- Scheienfluh, altitudinea de 2627 m deasupra n.m.
- Naafkopf, altitudinea de 2571 m deasupra n.m.
- Falknis, altitudinea de 2560 m deasupra n.m.
- Kirchlispitzen, Vf. principal, altitudinea de 2552 m deasupra n.m.
- Saulakopf, altitudinea de 2516 m deasupra n.m.
- Tilisuna-Schwarzhorn, altitudinea de 2460 m deasupra n.m.
- Galinakopf, altitudinea de 2198 m deasupra n.m.
- Tschaggunser Mittagspitze, altitudinea de 2168 m deasupra n.m.
- Golmer Joch, altitudinea de 2124 m deasupra n.m.
- Drei Schwestern, Vf. principal, altitudinea de 2053 m deasupra n.m.